# Вольтер, Шарлотта
Элизабет Шарло́тта Во́льтер (нем. Elisabeth Charlotte Wolter; 1 марта 1834[…], Кёльн, Рейнская провинция — 14 июня 1897[…], Хитцинг) — австрийская актриса.

## Биография
С 16 лет путешествовала с бродячей труппой по городам Венгрии, Германии, Австрии (исполняла роли субреток). В 1861 году прославилась исполнением роли Гермионы в «Зимней сказке» У. Шекспира в берлинской постановке Ф. фон Дингельштедта. С 1862 года в венском Бургтеатре (дебютировала ролью Ифигении — «Ифигения в Тавриде» Гёте). Была замужем за бельгийским дипломатом графом О’Сюлливаном. В 1896 оставила сцену. В 1875 году Ганс Макарт создал портрет актрисы в образе Мессалины. При оформлении нового здания Бургтеатра женский образ на потолочной фреске «Сцена из античного театра» художник Франц Мач выполнил с Шарлотты Вольтер.

## Лучшие роли
- Мария Стюарт
- Ифигения
- Сафо и Медея (Ф. Грильпарцера)
- леди Макбет — «Макбет» У. Шекспира
- Клеопатра — «Антоний и Клеопатра» У. Шекспира)
- Мессалина
- Кримгильда — «Нибелунги» К. Ф. Хеббеля
- 1884 — Наталья Петровна — «Месяц в деревне» И. С. Тургенева